# Staldenried
Staldenried es una comuna suiza del cantón del Valais, localizada en el distrito de Visp. Limita al oeste y norte con la comuna de Stalden, al noreste y este con Visperterminen, y al sur con Eisten.